# Multi-Drop Bus
Der Multi-Drop Bus ist eine Automatenschnittstelle, die zum Anschluss von Münzgeldwechslern, Banknotenlesern oder auch bargeldlosen Zahlungssystemen benötigt wird. Eingesetzt wird sie z. B. in Getränke- oder Zigarettenautomaten.

## Funktion
Der Standard wurde von der amerikanischen National Automatic Merchandising Association ausgegeben und definiert sowohl die physische Schnittstelle (elektrische Spezifikationen) als auch den Kommunikationsablauf zwischen den Teilnehmern.
Die Kommunikation läuft auf Basis des Master/Slave-Prinzips. Alle Slaves sind mit Optokopplern an Master-Transmit angeschlossen. Alle Slaves sind via Open-Collector-Schaltung parallel mit Master-Receive verbunden und wieder mittels Optokoppler galvanisch getrennt. Die Übertragungsrate beträgt 9600 bd, und 32 Slaves können adressiert werden. Der Master pollt die Slaves, womit Kollisionen im Bus ausgeschlossen sind.